# Asedio de Nápoles (1528)
El asedio de Nápoles es un episodio de la guerra de la Liga de Cognac. En abril de 1528, el comandante francés Odet de Foix, conde de Lautrec, asedió Nápoles, mientras que Andrea Doria organizó el bloqueo naval. Lautrec instaló el campamento francés en la zona llamada actualmente Cementerio 366 fosas.
A finales de abril, el gobernador de Nápoles, Hugo de Moncada intentó traspasar el bloqueo naval en el golfo de Salerno, pero fue asesinado y lanzado al mar. Durante la batalla se hizo prisionero a Alfonso III de Ávalos, que jugó un papel determinante en los tratados posteriores para la formación del imperio. De este modo, Carlos V nombró como nuevo gobernador de Nápoles a Filiberto de Chalons.
El 22 de mayo el comandante de las Banderas Negras, Orazio Baglioni, cayó en una emboscada cerca del río Sebeto y fue asesinado.
El 4 de julio Andrea Doria retiró el bloqueo naval a la ciudad por el cambio de alianza de Génova, que pasó al servicio de Carlos V a cambio de la libertad de Savona.
En el verano de 1528, para acabar con la fuerte resistencia de los asediados, el comandante francés destruyó los conducto del Acueducto della Bolla, cuyas aguas inundaron los terrenos cercanos. Debido al calor, se produjo una gran pestilencia que condujo a la muerte por enfermedad a muchas personas, entre ellas el mismo Odet de Foix, que murió el 15 de agosto. Su cargo pasó después a manos de Luis de Lorena, señor de Vaumont, que también murió pocos días después por la misma causa. Tras esto, fue nombrado comandante Michele Antonio de Saluzzo.
A finales de agosto, los franceses en ruta trataron de retirarse hacia Aversa pero fueron interceptados por los adversarios, que capturaron al famoso ingeniero militar Pedro Navarro y al príncipe heredero Carlos de Navarra. El primero de ellos fue recluido en Castel Nuovo donde fue asesinado ese mismo mes. El segundo moriría en prisión el 19 de septiembre.

## Toponimia de Nápoles
La colina de Poggioreale antes era llamada monte de Leutrecco o, popularmente, Lo Trecco. El origen del término Leutrecco proviene, a su vez, de la deformación del nombre de Odet de Foix, conde de Lautrec. Éste instaló en esta zona el campamento francés durante el asedio a Nápoles.